# Casta Diva
«Casta Diva» és una ària de l'òpera Norma de Vincenzo Bellini en la qual la seva protagonista, Norma, dirigeix una pregària a la Lluna.

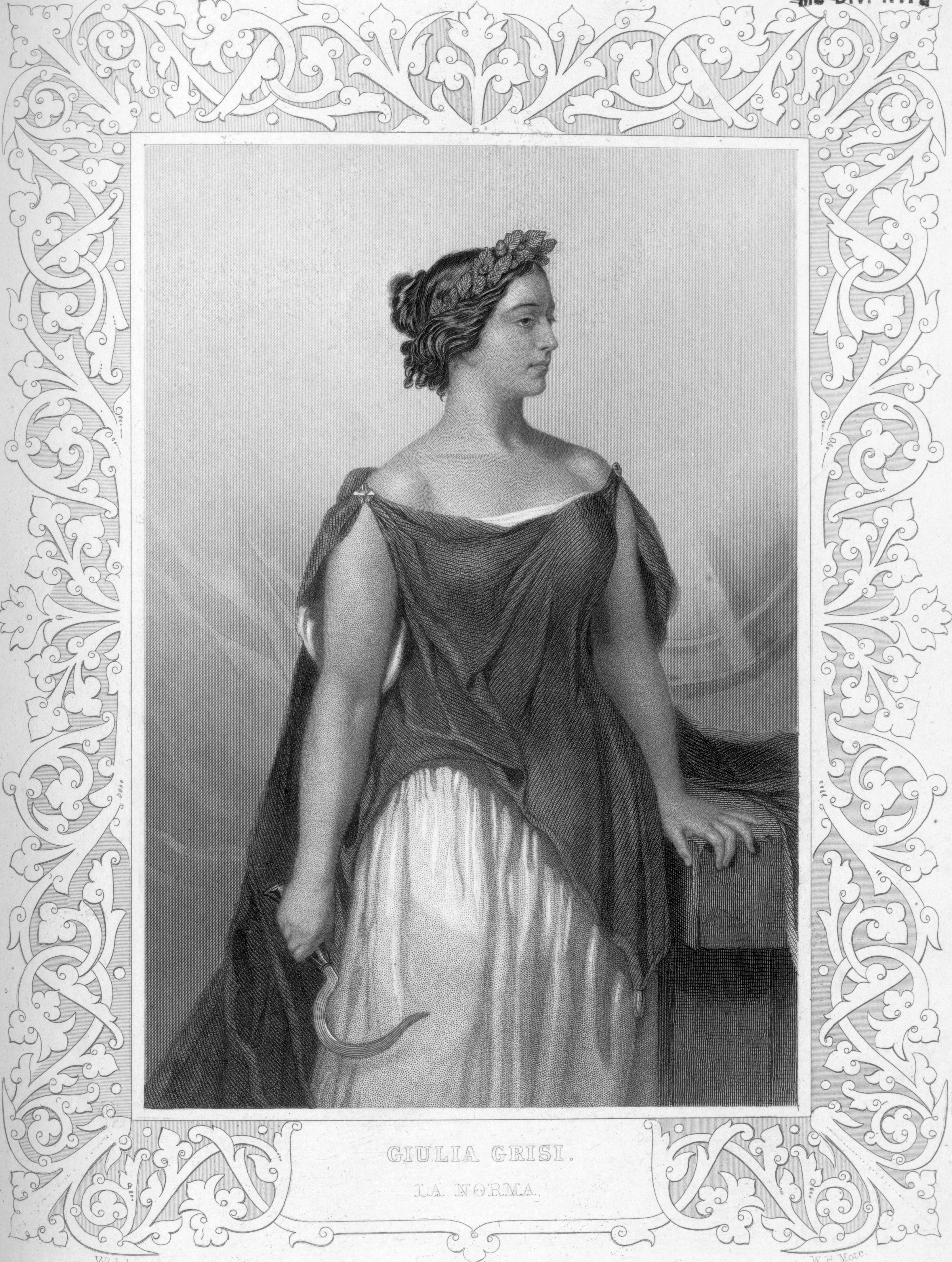
Giulia Grisi.

 L'ària d'invocació a la Lluna, «Casta Diva»', se succeeix immediatament després de l'entrada de la sacerdotessa druida Norma en el primer acte, quan talla una branca de vesc com a ofrena. Musicalment es divideix en dues parts: ària i cabaletta.

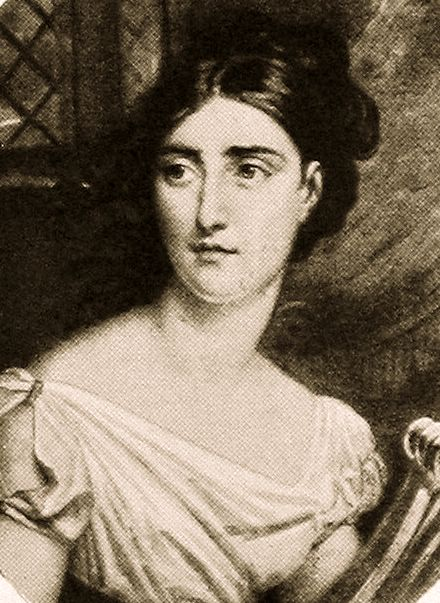
Giuditta Pasta.

Ha estat interpretada per les sopranos més importants de la historia com ara Giuditta Pasta, Giulia Grisi, Lilli Lehmann, Rosa Raisa, Claudia Muzio, Rosa Ponselle, Gina Cigna, Marta Mathéu, Montserrat Caballé i altres, però fou Maria Callas qui li va donar una transcendència més gran després de la Segona Guerra Mundial. Callas impulsà la revitalització del bel canto romàntic i Casta Diva fou la seva ària emblemàtica.

## Lletra
aria
Casta Diva, che inargenti
queste sacre antiche piante,
a noi volgi il bel sembiante
senza nube e senza vel...
Tempra, o Diva,
tempra tu de’ cori ardenti
tempra ancora lo zelo audace,
spargi in terra quella pace
che regnar tu fai nel ciel...
Fine al rito: e il sacro bosco
Sia disgombro dai profani.
Quando il Nume irato e fosco,
Chiegga il sangue dei Romani,
Dal Druidico delubro
La mia voce tuonerà.
Cadrà; punirlo io posso.
(Ma, punirlo, il cor non sa.
Ah! bello a me ritorna
Del fido amor primiero;
E contro il mondo intiero...
Difesa a te sarò.
cabaletta
Ah! bello a me ritorna
Del raggio tuo sereno;
E vita nel tuo seno,
E patria e cielo avrò.
Ah, riedi ancora qual eri allora,
Quando il cor ti diedi allora,
Ah, riedi a me.